# G-чётность
G-чётность (же-чётность) (ηG) — квантовое число, характеризующее истинно нейтральные частицы. Она характеризует поведение частицы при одновременном зарядовом и изотопическом сопряжении, то есть замене частиц на античастицы и обращении вектора изотопического спина. Оператор G-сопряжения:
{\displaystyle {\hat {G}}={\hat {C}}\cdot e^{i\pi {\hat {I}}_{2}}}.
Собственное значение этого оператора и называется G-чётностью:
{\displaystyle G=C\cdot (-1)^{I}},
где
- {\displaystyle C} — зарядовая чётность;
- {\displaystyle I} — изотопический спин.

Например, пионы - это триплет частиц π+, π0, π-. Из них только нейтральный пион π0 имеет зарядовую чётность. Однако, для сильного взаимодействия заряд частицы неважен. Поэтому, в процессах только с сильным взаимодействием, весь триплет можно характеризовать одним квантовым числом {\displaystyle \eta _{G}}, которое сохраняется в этих процессах. 
При слабом и электромагнитном взаимодействии G-чётность не сохраняется.
G-чётность была введена Ли Чжэндао и Янг Чжэньнинем в 1956 году.